# A-League 2006/07
De A-League 2006-07 was het tweede seizoen van de A-League, de hoogste afdeling in het Australische voetbal. Het reguliere seizoen werd gespeeld van 25 augustus 2006 tot en met 21 januari 2007. De finales werden gespeeld in februari 2007.

## Pre-Season Cup

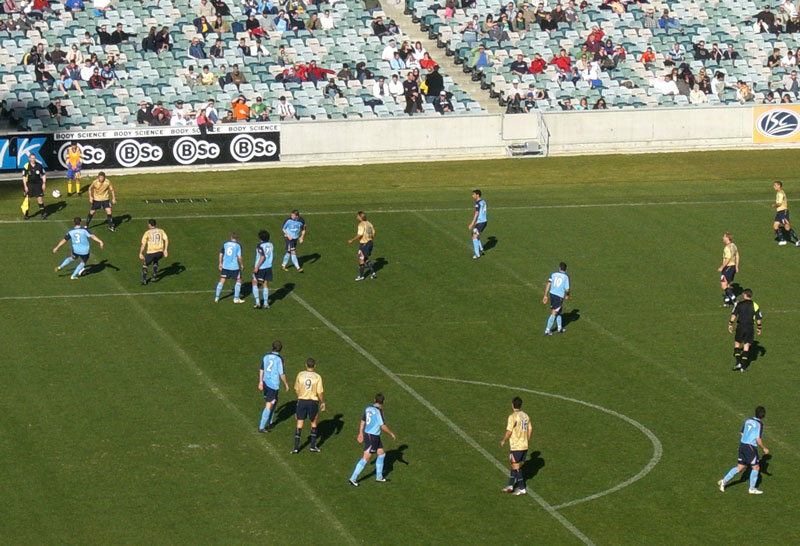
Sydney vs Newcastle in de pre-season cup

De Pre-Season Cup werd gehouden in juli en augustus voorafgaand aan het reguliere seizoen. Voor dit toernooi worden de acht clubs verdeeld over twee groepen en in iedere groep speelt iedere club één keer tegen de andere drie clubs. Na de groepsfase volgt de finale. Om de A-League ook in andere delen van Australië te promoten worden wedstrijden in de Pre-Season Cup gespeeld in steden zonder club in de A-League. Het toernooi werd gewonnen door Adelaide United door in de finale Central Coast Mariners met 2-1 te verslaan

## Reguliere seizoen

### Thuis en uit seizoen

#### speeldag 1
|                  |                                 |       |                 |                                                                          |
| 25 augustus 2006 | Melbourne Victory               | 2 – 0 | Adelaide United | Olympic Park Stadium Toeschouwers: 15.781 Scheidsrechter: Matthew Breeze |
| 25 augustus 2006 | Claudinho 78' Muscat 29' (pen.) |       |                 | Olympic Park Stadium Toeschouwers: 15.781 Scheidsrechter: Matthew Breeze |

|                  |                                   |       |             |                                                                   |
| 26 augustus 2006 | Queensland Roar                   | 3 – 0 | Perth Glory | Suncorp Stadium Toeschouwers: 20.606 Scheidsrechter: Ben Williams |
| 26 augustus 2006 | McLaren 84' Vidosic 82' Lynch 79' |       |             | Suncorp Stadium Toeschouwers: 20.606 Scheidsrechter: Ben Williams |

|                  |                     |       |                       |                                                                          |
| 27 augustus 2006 | New Zealand Knights | 0 – 0 | Newcastle United Jets | North Harbour Stadium Toeschouwers: 7.304 Scheidsrechter: Simon Przydacz |
| 27 augustus 2006 |                     |       |                       | North Harbour Stadium Toeschouwers: 7.304 Scheidsrechter: Simon Przydacz |

|                  |           |       |                        |                                                                          |
| 27 augustus 2006 | Sydney FC | 1 – 0 | Central Coast Mariners | Sydney Football Stadium Toeschouwers: 19.274 Scheidsrechter: Mark Shield |
| 27 augustus 2006 | Fyfe 52'  |       |                        | Sydney Football Stadium Toeschouwers: 19.274 Scheidsrechter: Mark Shield |

#### Speeldag 2
|                  |                                                 |       |                                     |                                                                          |
| 1 september 2006 | Newcastle United Jets                           | 2 – 3 | Queensland Roar                     | EnergyAustralia Stadium Toeschouwers: 7.276 Scheidsrechter: Angelo Nardi |
| 1 september 2006 | Bridge 40' Gibson 25' (ed) Griffiths 22', 90+1' |       | Lynch 88' Okon 38' (ed) Reinaldo 5' | EnergyAustralia Stadium Toeschouwers: 7.276 Scheidsrechter: Angelo Nardi |

|                  |                     |       |                 |                                                                       |
| 2 september 2006 | New Zealand Knights | 1 – 0 | Adelaide United | North Harbour Stadium Toeschouwers: 4.100 Scheidsrechter: Peter Green |
| 2 september 2006 | Buari 84'           |       |                 | North Harbour Stadium Toeschouwers: 4.100 Scheidsrechter: Peter Green |

|                  |                                  |       |                           |                                                               |
| 2 september 2006 | Melbourne Victory                | 3 – 2 | Sydney FC                 | Telstra Dome Toeschouwers: 39.730 Scheidsrechter: Mark Shield |
| 2 september 2006 | Muscat 11' (pen.) Allsopp 8' 51' |       | Vargas 84' (own) Fyfe 18' | Telstra Dome Toeschouwers: 39.730 Scheidsrechter: Mark Shield |

|                  |                        |       |                        |                                                                         |
| 3 september 2006 | Perth Glory            | 2 – 0 | Central Coast Mariners | Members Equity Stadium Toeschouwers: 7.229 Scheidsrechter: Craig Zetter |
| 3 september 2006 | Young 81' Colosimo 52' |       |                        | Members Equity Stadium Toeschouwers: 7.229 Scheidsrechter: Craig Zetter |

#### Speeldag 3
|                  |                                                      |       |                       |                                                                   |
| 8 september 2006 | Adelaide United                                      | 5 – 1 | Newcastle United Jets | Hindmarsh Stadium Toeschouwers: 8.785 Scheidsrechter: Mark Shield |
| 8 september 2006 | Durante 65' (own) Qu 28' Cornthwaite 19' Rech 8' 73' |       | Bridge 52'            | Hindmarsh Stadium Toeschouwers: 8.785 Scheidsrechter: Mark Shield |

|                  |                        |       |                 |                                                                                    |
| 9 september 2006 | Central Coast Mariners | 0 – 0 | Queensland Roar | Bluetongue Central Coast Stadium Toeschouwers: 4.644 Scheidsrechter: Peter O'Leary |
| 9 september 2006 |                        |       |                 | Bluetongue Central Coast Stadium Toeschouwers: 4.644 Scheidsrechter: Peter O'Leary |

|                   |                     |                                    |                   |                                                                          |
| 10 september 2006 | New Zealand Knights | 0 – 3                              | Melbourne Victory | North Harbour Stadium Toeschouwers: 2.071 Scheidsrechter: Matthew Breeze |
| 10 september 2006 |                     | Muscat 35' Thompson 22' Allsopp 9' |                   | North Harbour Stadium Toeschouwers: 2.071 Scheidsrechter: Matthew Breeze |

|                   |             |       |               |                                                                           |
| 10 september 2006 | Perth Glory | 1 – 1 | Sydney FC     | Members Equity Stadium Toeschouwers: 7.229 Scheidsrechter: Simon Przydacz |
| 10 september 2006 | Coyne 69'   |       | Petrovski 36' | Members Equity Stadium Toeschouwers: 7.229 Scheidsrechter: Simon Przydacz |

#### Speeldag 4
|                   |                                                        |       |                     |                                                                  |
| 15 september 2006 | Queensland Roar                                        | 5 – 0 | New Zealand Knights | Suncorp Stadium Toeschouwers: 15.517 Scheidsrechter: Mark Shield |
| 15 september 2006 | Milicic 80' Lynch 72' Reinaldo 55' (pen.) McKay 7' 86' |       |                     | Suncorp Stadium Toeschouwers: 15.517 Scheidsrechter: Mark Shield |

|                   |                       |       |             |                                                                      |
| 16 september 2006 | Adelaide United       | 3 – 0 | Perth Glory | Hindmarsh Stadium Toeschouwers: 11.474 Scheidsrechter: Peter O'Leary |
| 16 september 2006 | Dodd 34' Rech 14' 50' |       |             | Hindmarsh Stadium Toeschouwers: 11.474 Scheidsrechter: Peter O'Leary |

|                   |                                   |       |                       |                                                                             |
| 17 september 2006 | Sydney FC                         | 2 – 2 | Newcastle United Jets | Sydney Football Stadium Toeschouwers: 15.488 Scheidsrechter: Matthew Breeze |
| 17 september 2006 | Zdrillic 38' Corica 33' (pen) 68' |       | Rodriguez 45' 62'     | Sydney Football Stadium Toeschouwers: 15.488 Scheidsrechter: Matthew Breeze |

|                   |                   |       |                        |                                                                        |
| 17 september 2006 | Melbourne Victory | 1 – 0 | Central Coast Mariners | Olympic Park Stadium Toeschouwers: 17.617 Scheidsrechter: Angelo Nardi |
| 17 september 2006 | Thompson 51'      |       |                        | Olympic Park Stadium Toeschouwers: 17.617 Scheidsrechter: Angelo Nardi |

#### Speeldag 5
|                   |                     |           |           |                                                                        |
| 21 september 2006 | New Zealand Knights | 0 – 1     | Sydney FC | North Harbour Stadium Toeschouwers: 2.764 Scheidsrechter: Ben Williams |
| 21 september 2006 |                     | Rudan 58' |           | North Harbour Stadium Toeschouwers: 2.764 Scheidsrechter: Ben Williams |

|                   |                 |        |                 |                                                                     |
| 22 september 2006 | Queensland Roar | 0 – 0  | Adelaide United | Suncorp Stadium Toeschouwers: 16.143 Scheidsrechter: Matthew Breeze |
| 22 september 2006 |                 | Qu 58' |                 | Suncorp Stadium Toeschouwers: 16.143 Scheidsrechter: Matthew Breeze |

|                   |                        |       |                              |                                                                                     |
| 23 september 2006 | Central Coast Mariners | 1 – 1 | Newcastle United Jets        | Bluetongue Central Coast Stadium Toeschouwers: 8.439 Scheidsrechter: Simon Przydacz |
| 23 september 2006 | Hutchinson 12'         |       | Griffiths 84' , 90' Okon 75' | Bluetongue Central Coast Stadium Toeschouwers: 8.439 Scheidsrechter: Simon Przydacz |

|                   |             |       |                              |                                                                        |
| 24 september 2006 | Perth Glory | 1 – 2 | Melbourne Victory            | Members Equity Stadium Toeschouwers: 7.983 Scheidsrechter: Peter Green |
| 24 september 2006 | Tarka 90'   |       | Muscat 72' (pen) Caceres 54' | Members Equity Stadium Toeschouwers: 7.983 Scheidsrechter: Peter Green |

#### Speeldag 6
|                   |                     |       |                        |                                                                         |
| 28 september 2006 | New Zealand Knights | 0 – 1 | Central Coast Mariners | North Harbour Stadium Toeschouwers: 1.632 Scheidsrechter: Peter O'Leary |
| 28 september 2006 | Duruz 87' Bunce 83' |       | Kwasnik 85' (pen.)     | North Harbour Stadium Toeschouwers: 1.632 Scheidsrechter: Peter O'Leary |

|                   |                       |                            |             |                                                                            |
| 29 september 2006 | Newcastle United Jets | 0 – 3                      | Perth Glory | EnergyAustralia Stadium Toeschouwers: 7.961 Scheidsrechter: Matthew Breeze |
| 29 september 2006 |                       | Harnwell 83' Young 44' 90' |             | EnergyAustralia Stadium Toeschouwers: 7.961 Scheidsrechter: Matthew Breeze |

|                |                                                 |       |                 |                                                                  |
| 1 oktober 2006 | Melbourne Victory                               | 4 – 1 | Queensland Roar | Telstra Dome Toeschouwers: 25.921 Scheidsrechter: Simon Przydacz |
| 1 oktober 2006 | Allsopp 82' Muscat 22' (pen) 56' (pen) Fred 11' |       | Milicic 16'     | Telstra Dome Toeschouwers: 25.921 Scheidsrechter: Simon Przydacz |

|                |                 |       |                                                        |                                                                    |
| 2 oktober 2006 | Adelaide United | 1 – 4 | Sydney FC                                              | Hindmarsh Stadium Toeschouwers: 15.119 Scheidsrechter: Mark Shield |
| 2 oktober 2006 | Burns 54'       |       | Carbone 85' Petrovski 80' Dodd 57' (ed.) Zadkovich 36' | Hindmarsh Stadium Toeschouwers: 15.119 Scheidsrechter: Mark Shield |

#### Speeldag 7
|                |                              |       |                        |                                                                     |
| 6 oktober 2006 | Adelaide United              | 3 – 1 | Central Coast Mariners | Hindmarsh Stadium Toeschouwers: 10.493 Scheidsrechter: Ben Williams |
| 6 oktober 2006 | Burns 90' Rees 58' Veart 25' |       | Mori 38'               | Hindmarsh Stadium Toeschouwers: 10.493 Scheidsrechter: Ben Williams |

|                |             |       |                     |                                                                         |
| 6 oktober 2006 | Perth Glory | 1 – 0 | New Zealand Knights | Members Equity Stadium Toeschouwers: 7.309 Scheidsrechter: Craig Zetter |
| 6 oktober 2006 | Young 37'   |       |                     | Members Equity Stadium Toeschouwers: 7.309 Scheidsrechter: Craig Zetter |

|                |             |       |                 |                                                                             |
| 8 oktober 2006 | Sydney FC   | 1 – 1 | Queensland Roar | Sydney Football Stadium Toeschouwers: 17.274 Scheidsrechter: Matthew Breeze |
| 8 oktober 2006 | Ceccoli 45' |       | Dilevski 15'    | Sydney Football Stadium Toeschouwers: 17.274 Scheidsrechter: Matthew Breeze |

|                |                       |                 |                   |                                                                         |
| 8 oktober 2006 | Newcastle United Jets | 0 – 2           | Melbourne Victory | EnergyAustralia Stadium Toeschouwers: 4.635 Scheidsrechter: Peter Green |
| 8 oktober 2006 |                       | Allsopp 69' 90' |                   | EnergyAustralia Stadium Toeschouwers: 4.635 Scheidsrechter: Peter Green |

#### Speeldag 8
|                 |                          |       |             |                                                                                      |
| 13 oktober 2006 | Central Coast Mariners   | 3 – 1 | Sydney FC   | Bluetongue Central Coast Stadium Toeschouwers: 11.567 Scheidsrechter: Simon Przydacz |
| 13 oktober 2006 | Mori 52' 90' O'Grady 40' |       | Carbone 12' | Bluetongue Central Coast Stadium Toeschouwers: 11.567 Scheidsrechter: Simon Przydacz |

|                 |                                        |       |                     |                                                                         |
| 14 oktober 2006 | Newcastle United Jets                  | 3 – 0 | New Zealand Knights | EnergyAustralia Stadium Toeschouwers: 5.275 Scheidsrechter: Peter Green |
| 14 oktober 2006 | Rodriguez 90+1' Musialik 86' North 72' |       |                     | EnergyAustralia Stadium Toeschouwers: 5.275 Scheidsrechter: Peter Green |

|                 |                   |           |                 |                                                                  |
| 15 oktober 2006 | Melbourne Victory | 0 – 1     | Adelaide United | Telstra Dome Toeschouwers: 32.368 Scheidsrechter: Matthew Breeze |
| 15 oktober 2006 |                   | Owens 83' |                 | Telstra Dome Toeschouwers: 32.368 Scheidsrechter: Matthew Breeze |

|                 |             |       |                         |                                                                         |
| 15 oktober 2006 | Perth Glory | 1 – 2 | Queensland Roar         | Members Equity Stadium Toeschouwers: 9.978 Scheidsrechter: Ben Williams |
| 15 oktober 2006 | Young 2'    |       | Vidosic 53' Milicic 14' | Members Equity Stadium Toeschouwers: 9.978 Scheidsrechter: Ben Williams |

#### Speeldag 9
|                 |                        |       |                 |                                                                                     |
| 20 oktober 2006 | Central Coast Mariners | 2 – 1 | Perth Glory     | Bluetongue Central Coast Stadium Toeschouwers: 8.496 Scheidsrechter: Matthew Breeze |
| 20 oktober 2006 | Pondeljak 2' 87'       |       | Despotovski 58' | Bluetongue Central Coast Stadium Toeschouwers: 8.496 Scheidsrechter: Matthew Breeze |

|                 |           |       |                   |                                                                          |
| 21 oktober 2006 | Sydney FC | 1 – 2 | Melbourne Victory | Sydney Football Stadium Toeschouwers: 20.881 Scheidsrechter: Mark Shield |
| 21 oktober 2006 | Corica 9' |       | Thompson 50' 73'  | Sydney Football Stadium Toeschouwers: 20.881 Scheidsrechter: Mark Shield |

|                 |                 |            |                       |                                                                    |
| 22 oktober 2006 | Queensland Roar | 0 – 1      | Newcastle United Jets | Suncorp Stadium Toeschouwers: 16.061 Scheidsrechter: Peter O'Leary |
| 22 oktober 2006 |                 | Coveny 34' |                       | Suncorp Stadium Toeschouwers: 16.061 Scheidsrechter: Peter O'Leary |

|                 |                                        |       |                                  |                                                                     |
| 22 oktober 2006 | Adelaide United                        | 4 – 2 | New Zealand Knights              | Hindmarsh Stadium Toeschouwers: 11.600 Scheidsrechter: Angelo Nardi |
| 22 oktober 2006 | Dodd 84' Petta 56' Veart 36' Burns 23' |       | van Dommele 71' (own) Hickey 65' | Hindmarsh Stadium Toeschouwers: 11.600 Scheidsrechter: Angelo Nardi |

#### Speeldag 10
|                 |                     |                                              |                   |                                                                          |
| 27 oktober 2006 | New Zealand Knights | 0 – 4                                        | Melbourne Victory | North Harbour Stadium Toeschouwers: 2.357 Scheidsrechter: Simon Przydacz |
| 27 oktober 2006 |                     | Allsopp 72' Caceres 59' Thompson 57' Fred 9' |                   | North Harbour Stadium Toeschouwers: 2.357 Scheidsrechter: Simon Przydacz |

|                 |                                |       |                 |                                                                             |
| 27 oktober 2006 | Newcastle United Jets          | 2 – 1 | Adelaide United | EnergyAustralia Stadium Toeschouwers: 10.895 Scheidsrechter: Matthew Breeze |
| 27 oktober 2006 | Carle 90' North 87' Coveny 26' |       | Veart 37' (pen) | EnergyAustralia Stadium Toeschouwers: 10.895 Scheidsrechter: Matthew Breeze |

|                 |                 |       |                        |                                                                  |
| 28 oktober 2006 | Queensland Roar | 1 – 1 | Central Coast Mariners | Suncorp Stadium Toeschouwers: 13.727 Scheidsrechter: Mark Shield |
| 28 oktober 2006 | Reinaldo 49'    |       | Mori 21'               | Suncorp Stadium Toeschouwers: 13.727 Scheidsrechter: Mark Shield |

|                 |              |       |             |                                                                           |
| 29 oktober 2006 | Sydney FC    | 1 – 1 | Perth Glory | Sydney Football Stadium Toeschouwers: 12.316 Scheidsrechter: Ben Williams |
| 29 oktober 2006 | Zdrillic 15' |       | Glavas 75'  | Sydney Football Stadium Toeschouwers: 12.316 Scheidsrechter: Ben Williams |

#### Speeldag 11
| Datum      | Thuisteam             | Uitslag | Bezoekers              | Stadion                 | Toeschouwers |
| ---------- | --------------------- | ------- | ---------------------- | ----------------------- | ------------ |
| 3 november | Melbourne Victory     | 3-3     | Central Coast Mariners | Telstra Dome            | 28.118       |
| 4 november | Newcastle United Jets | 1-1     | Sydney FC              | EnergyAustralia Stadium | 8.493        |
| 5 november | New Zealand Knights   | 1-0     | Queensland Roar        | North Harbour Stadium   | 2.675        |
| 5 november | Adelaide United       | 3-2     | Perth Glory            | Hindmarsh Stadium       | 11.062       |

#### Speeldag 12
| Datum       | Thuisteam             | Uitslag | Bezoekers              | Stadion                 | Toeschouwers |
| ----------- | --------------------- | ------- | ---------------------- | ----------------------- | ------------ |
| 9 november  | Melbourne Victory     | 1-0     | Perth Glory            | Telstra Dome            | 22.890       |
| 10 november | Sydney FC             | 4-0     | New Zealand Knights    | Aussie Stadium          | 9.871        |
| 11 november | Queensland Roar       | 0-1     | Adelaide United        | Suncorp Stadium         | 14.154       |
| 12 november | Newcastle United Jets | 3-1     | Central Coast Mariners | EnergyAustralia Stadium | 14.026       |

#### Speeldag 13
| Datum       | Thuisteam           | Uitslag | Bezoekers              | Stadion                | Toeschouwers |
| ----------- | ------------------- | ------- | ---------------------- | ---------------------- | ------------ |
| 17 november | Queensland Roar     | 0-2     | Melbourne Victory      | Suncorp Stadium        | 14.797       |
| 18 november | Perth Glory         | 2-1     | Newcastle United Jets  | Members Equity Stadium | 7.315        |
| 19 november | New Zealand Knights | 0-2     | Central Coast Mariners | North Harbour Stadium  | 2.139        |
| 19 november | Sydney FC           | 2-1     | Adelaide United        | Aussie Stadium         | 14.308       |

#### Speeldag 14
| Datum       | Thuisteam              | Uitslag | Bezoekers             | Stadion                          | Toeschouwers |
| ----------- | ---------------------- | ------- | --------------------- | -------------------------------- | ------------ |
| 24 november | Sydney FC              | 3-0     | Queensland Roar       | Aussie Stadium                   | 12.718       |
| 25 november | Central Coast Mariners | 2-0     | Adelaide United       | Bluetongue Central Coast Stadium | 13.119       |
| 26 november | Melbourne Victory      | 0-1     | Newcastle United Jets | Telstra Dome                     | 27.753       |
| 26 november | Perth Glory            | 4-1     | New Zealand Knights   | Members Equity Stadium           | 6.251        |

#### Speeldag 15
| Datum      | Thuisteam              | Uitslag | Bezoekers             | Stadion                          | Toeschouwers |
| ---------- | ---------------------- | ------- | --------------------- | -------------------------------- | ------------ |
| 1 december | Adelaide United        | 1-3     | Melbourne Victory     | Hindmarsh Stadium                | 16.378       |
| 2 december | Queensland Roar        | 1-0     | Perth Glory           | Suncorp Stadium                  | 11.237       |
| 3 december | New Zealand Knights    | 1-1     | Newcastle United Jets | North Harbour Stadium            | 2.039        |
| 3 december | Central Coast Mariners | 0-0     | Sydney FC             | Bluetongue Central Coast Stadium | 12.457       |

#### Speeldag 16
| Datum       | Thuisteam              | Uitslag | Bezoekers             | Stadion                          | Toeschouwers |
| ----------- | ---------------------- | ------- | --------------------- | -------------------------------- | ------------ |
| 7 december  | Queensland Roar        | 0-3     | Newcastle United Jets | Suncorp Stadium                  | 10.040       |
| 8 december  | Melbourne Victory      | 0-0     | Sydney FC             | Telstra Dome                     | 50.333       |
| 10 december | Central Coast Mariners | 1-0     | Perth Glory           | Bluetongue Central Coast Stadium | 8.089        |
| 10 december | Adelaide United        | 1-1     | New Zealand Knights   | Hindmarsh Stadium                | 11.548       |

#### Speeldag 17
| Datum       | Thuisteam              | Uitslag | Bezoekers             | Stadion                          | Toeschouwers |
| ----------- | ---------------------- | ------- | --------------------- | -------------------------------- | ------------ |
| 14 december | Sydney FC              | 1-0     | Perth Glory           | Aussie Stadium                   | 11.816       |
| 15 december | Adelaide United        | 3-2     | Newcastle United Jets | Hindmarsh Stadium                | 12.214       |
| 16 december | Central Coast Mariners | 2-3     | Queensland Roar       | Bluetongue Central Coast Stadium | 7.132        |
| 17 december | Melbourne Victory      | 4-0     | New Zealand Knights   | Olympic Park (Melbourne)         | 15.563       |

#### Speeldag 18
| Datum       | Thuisteam              | Uitslag | Bezoekers         | Stadion                          | Toeschouwers |
| ----------- | ---------------------- | ------- | ----------------- | -------------------------------- | ------------ |
| 28 december | Perth Glory            | 0-0     | Adelaide United   | Members Equity Stadium           | 8.226        |
| 29 december | New Zealand Knights    | 3-1     | Queensland Roar   | North Harbour Stadium            | 1.903        |
| 31 december | Central Coast Mariners | 1-2     | Melbourne Victory | Bluetongue Central Coast Stadium | 15.404       |
| 1 januari   | Newcastle United Jets  | 0-2     | Sydney FC         | EnergyAustralia Stadium          | 20.980       |

#### Speeldag 19
| Datum     | Thuisteam             | Uitslag | Bezoekers              | Stadion                 | Toeschouwers |
| --------- | --------------------- | ------- | ---------------------- | ----------------------- | ------------ |
| 4 januari | Adelaide United       | 0-1     | Queensland Roar        | Hindmarsh Stadium       | 10.435       |
| 5 januari | Newcastle United Jets | 1-0     | Central Coast Mariners | EnergyAustralia Stadium | 14.828       |
| 7 januari | Sydney FC             | 0-1     | New Zealand Knights    | Aussie Stadium          | 16.040       |
| 7 januari | Perth Glory           | 2-2     | Melbourne Victory      | Members Equity Stadium  | 6.462        |

#### Speeldag 20
| Datum      | Thuisteam              | Uitslag | Bezoekers             | Stadion                          | Toeschouwers |
| ---------- | ---------------------- | ------- | --------------------- | -------------------------------- | ------------ |
| 11 januari | Central Coast Mariners | 0-0     | New Zealand Knights   | Bluetongue Central Coast Stadium | 10.637       |
| 12 januari | Melbourne Victory      | 1-2     | Queensland Roar       | Telstra Dome                     | 28.937       |
| 14 januari | Adelaide United        | 1-0     | Sydney FC             | Hindmarsh Stadium                | 14.704       |
| 14 januari | Perth Glory            | 3-3     | Newcastle United Jets | Members Equity Stadium           | 7.904        |

#### Speeldag 21
| Datum      | Thuisteam              | Uitslag | Bezoekers         | Stadion                          | Toeschouwers |
| ---------- | ---------------------- | ------- | ----------------- | -------------------------------- | ------------ |
| 19 januari | Newcastle United Jets  | 4-0     | Melbourne Victory | EnergyAustralia Stadium          | 19.601       |
| 20 januari | Queensland Roar        | 1-1     | Sydney FC         | Suncorp Stadium                  | 32.371       |
| 21 januari | New Zealand Knights    | 2-0     | Perth Glory       | North Harbour Stadium            | 4.136        |
| 21 januari | Central Coast Mariners | 1-3     | Adelaide United   | Bluetongue Central Coast Stadium | 8.128        |

### Eindstand

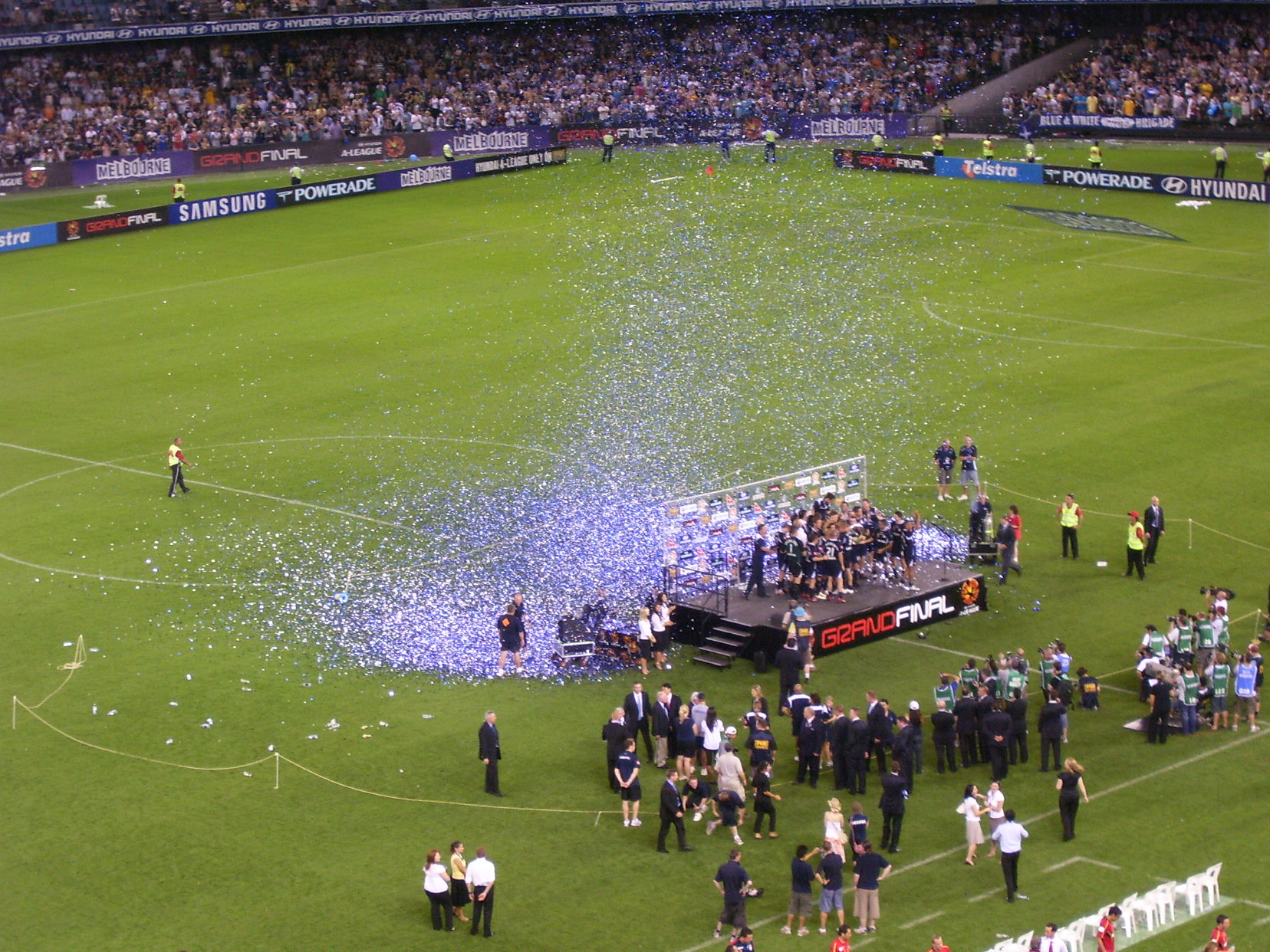
Melbourne viert de overwinning na de laatste wedstrijd

| Team                   | Pld | W  | D | L  | GF | GA | GD  | Pts |
| ---------------------- | --- | -- | - | -- | -- | -- | --- | --- |
| Melbourne Victory      | 21  | 14 | 3 | 4  | 41 | 20 | +21 | 45  |
| Adelaide United        | 21  | 10 | 3 | 8  | 32 | 27 | +5  | 33  |
| Newcastle United Jets  | 21  | 8  | 6 | 7  | 32 | 30 | +2  | 30  |
| Sydney FC              | 21  | 8  | 8 | 5  | 29 | 19 | +10 | 29  |
| Queensland Roar        | 21  | 8  | 5 | 8  | 25 | 27 | -2  | 29  |
| Central Coast Mariners | 21  | 6  | 6 | 9  | 22 | 26 | -4  | 24  |
| Perth Glory            | 21  | 5  | 5 | 11 | 24 | 30 | -6  | 20  |
| New Zealand Knights    | 21  | 5  | 4 | 12 | 13 | 39 | -26 | 19  |

### Play-offs
| Datum                   | Thuis                 | Uitslag       | Bezoekers             | Stadion                 | Toeschouwers |
| ----------------------- | --------------------- | ------------- | --------------------- | ----------------------- | ------------ |
| Halve finale - heenduel |                       |               |                       |                         |              |
| 26 januari              | Sydney FC             | 2-1           | Newcastle United Jets | Aussie Stadium          | 21.122       |
| 28 januari              | Adelaide United       | 0-0           | Melbourne Victory     | Hindmarsh Stadium       | 15.575       |
| Halve finale-Return     |                       |               |                       |                         |              |
| 2 februari              | Newcastle United Jets | 2-0           | Sydney FC             | EnergyAustralia Stadium | 24.338       |
| 4 februari              | Melbourne Victory     | 2-1           | Adelaide United       | Telstra Dome            | 47.413       |
| Preliminary finale      |                       |               |                       |                         |              |
| 11 februari             | Adelaide United       | 1-1 (4-3 pen) | Newcastle United Jets | Hindmarsh Stadium       | 13.798       |
| Grote finale            |                       |               |                       |                         |              |
| 18 februari             | Melbourne Victory     | 6-0           | Adelaide United       | Telstra Dome            | 55.436       |